# Cneorane
 (janvier 2025).
Genre
Cneorane est un genre de coléoptères chrysomélidés de la sous-famille des galérucinés (galéruques) et de la tribu des Galerucini.

## Espèces
Cneorane abdominalis -  
Cneorane apicicornis -  
Cneorane birmanica -  
Cneorane braeti -  
Cneorane cariosipennis -  
Cneorane coeruleipes -  
Cneorane crassicornis -  
Cneorane cribratissima -  
Cneorane dilaticornis -  
Cneorane dohertyi -  
Cneorane elegans -  
Cneorane ephippiata -  
Cneorane episcopalis -  
Cneorane femoralis -  
Cneorane fokiensis -  
Cneorane hirsuta -  
Cneorane intermedia -  
Cneorane manipurana -  
Cneorane medvedevi -  
Cneorane minuta -  
Cneorane nigripennis -  
Cneorane orientalis -  
Cneorane rubricollis -  
Cneorane rufocaerulea -  
Cneorane rugulipennis -  
Cneorane sikanga -  
Cneorane subcaerulescens -  
Cneorane tibialis -  
Cneorane variabilis -  
Cneorane varipes -  
Cneorane violaceipennis